# Ed, Edd și Eddy (sezonul 2)
Al doilea sezon din serialul Ed, Edd și Eddy a fost pentru prima dată difuzat în 13 septembrie 1999 iar ultimul episod în data de 20 decembrie 1999 pe Cartoon Network. Seria se învârte în jurul a trei adolescenți cunoscuți ca „Ezii”, care-și duc viața printr-un cartier suburban cul-de-sac. Neoficial conduși de Eddy, cei trei Ezi tot încearcă să scoată bani ducându-i de nas pe ceilalți copii pentru a-și cumpăra ceea ce le place cel mai mult: sfarmă-fălci. De cele mai multe ori planul lor eșuează, sfârșind în situații stânjenitoare. Sezonul complet a fost lansat pe DVD în data de 24 aprilie 2007. Este compus din 26 de episoade și a fost bine primit de critici.

## Distribuție
Distribuția rămâne în mare ca și cea din sezonul 1; Matt Hill, Samuel Vincent și Tony Sampson au dat glas personajelor Ed, Dublu D și Eddy. David Paul Grove l-a dublat pe Jonny, iar Keenan Christenson pe Jimmy. La fel pentru Sarah (Janyse Jaud), Kevin (Kathleen Barr), Rolf (Peter Kelamis), May (Erin Fitzgerald), Marie (Kathleen Barr) și Lee (Janyse Jaud), doar vocea lui Nazz, Tabitha St. Germain, fiind înlocuită cu Erin Fitzgerald.

## Episoadele
În descrierea episoadelor apare titlul tradus în limba română de studioul de dublaj. 
| |                                                 |                    |  |  |  |  |
| 14 | „Eeny, Meeny, Miney, Ed / Ready, Set... Ed!”    | 13 septembrie 1999 |  |  |  |  |
| Eeny, Meeny, Miney, Ed: Ed îl întreabă pe Eddy de ce Dublu D este atât de deștept și i se răspunde „pentru că nu este om”. Spre amuzamentul lui Eddy, Ed chiar îl crede și are impresia că ceea ce face Dublu D este inuman. Ezii sunt invitați în curtea lui Nazz. Eddy se înțepenește într-o găleată, iar copiii au impresia că este un gândac uriaș care este bătut de ceilalți copii. Notă: În România, acest episod a fost difuzat în limba maghiară în vreme ce în Ungaria a fost difuzat în română. Pe locuri, fiți gata, Ed!: Gelos pe priceperea lui Kevin de a merge pe bicicletă și de a doborî recorduri, Eddy decide să arate cât de bine se pricepe la asta. Le zice copiilor că Ezii au depășit recordul mondial pentru zborul în jurul lumii. Eddy îi plimbă într-o rachetă de carton, și îi convinge că sunt într-o călătorie în jurul pământului, până când Kevin descoperă că nu este adevărat. |                                                 |                    |  |  |  |  |
| 15 | „Knock Knock, Who's Ed / One + One = Ed”        | 20 septembrie 1999 |  |  |  |  |
| Cioc, cioc! Cine e? Ed!: Ed le zice lui Dublu D și Eddy despre un maraton de filme cu monștri. Cei trei încearcă să-l vizioneze, dar Sarah îi dă afară din casă în timp ce se serveau cu bunătăți din frigider. Pe urmă încearcă să intre în casele celorlalți copii ca să vadă maratonul. Unu + Unu = Ed: Ed nu poate dormi, așa că merge acasă la Eddy, agasându-l toată noaptea cu tot felul de întrebări. Următoarea dimineață când merg la Dublu D, îl văd reparând un radio vechi. Apoi vor să-nvețe din ce sunt făcute lucrurile luându-le ca atare. Imaginația take over and reality is bent in a surrealistic manner. |                                                 |                    |  |  |  |  |
| 16 | „Know It All Ed / Dear Ed”                      | 27 septembrie 1999 |  |  |  |  |
| Ed știe tot: Ezii sunt la groapa de gunoi unde găsesc o cutie plină cu pipete stropitoare „en: turkey basters”. Eddy creează cu ele o armă rotativă, Surorile Kanker se duelează cu Ezii pe muzică western și îi înving. Dragă Ed: Ezii îl văd într-o zi pe Jimmy petrecându-și timpul alături de Scândură, și îl întreabă de ce. Jimmy le zice că Jonny și Scândură s-au certat de-a binelea iar Jonny l-a părăsit pe Scândură pentru totdeauna. Ezii decid să-l ajute pe Jonny, și îi oferă noi prieteni din diferite lucruri ca jaloane și ghete. |                                                 |                    |  |  |  |  |
| 17 | „Hands Across Ed / Floss Your Ed”               | 4 octombrie 1999   |  |  |  |  |
| Atracție irezistibilă: Eddy organizează un teleton ca să strângă bani, pretinzând că sprânceana lui Ed se răspândește pe tot corpul și că are nevoie de o operație. Teletonul se dovedește ca fiind un eșec, iar ceilalți copii decid să organizeze propriile teletoane, lăsându-i baltă pe Ezi. Spală-te pe dinți: Ultima farsă a Ezilor merge bine, dar Jonny n-are bani și plătește cu nuci de cocos. Ed mușcă dintr-una, unul din dinți începând să se clatine. Dublu D îl consultă și îi zice că-și pierde ultimul dinte de lapte. Eddy știe ce are de făcut: să extragă dintele și să primească o grămadă de bani de la zâna măseluță. |                                                 |                    |  |  |  |  |
| 18 | „In Like Ed / Who Let the Ed In?”               | 11 octombrie 1999  |  |  |  |  |
| Seamănă cu Ed: Ezii organizează o vânzare în aer liber cu lucruri la care au pus prețuri exagerate, dar toți potențialii clienți sunt la taraba lui Kevin. Kevin pare să știe exact ce vor clienții, ceea ce-i provoacă furie lui Eddy, iar Dublu D este gelos pentru că Eddy zice că Kevin este mai deștept decât el. Eddy crede că Kevin îi spionează. Vrea să afle dacă este adevărat, iar cei trei merg să investigheze la aniversarea cu ocazia zilei de naștere a lui Jimmy. Ezii fabrică mai multe gadgeturi de spioni, iar împreună merg la casa lui Jimmy, unde toți copiii sărbătoresc. Cine i-a dat drumul lui Ed?: Ed se prostește în timp ce Dublu D pune la cale farsa cu o mașină care oferă premii pentru 25 de cenți. Când Dublu D și Eddy încearcă să-nțeleagă ce face, Ed le face cunoștință cu prietenul său imaginar, Jib. Ei se joacă iar apoi construiesc o mașină gigantică cu clești cu care se pot prinde premii. Dublu D și Eddy realizează că Ed nu-și bate joc de ei, iar „Jib” le zice celorlalți copii că mașina este o scamatorie. Cei doi au scăpat de Jib zicându-i lui Ed că s-a-ntors acasă. |                                                 |                    |  |  |  |  |
| 19 | „Rambling Ed / Home-Cooked Ed”                  | 18 octombrie 1999  |  |  |  |  |
| Ed bate câmpii: Sarah întrerupe ultima farsă a Ezilor, care discutau cu fantomele prin intermediul unui glob de cristal, pentru a-i ordona lui să-și ia șoseta și alte favoruri. Ezii știu că nu pot face nimic fără Ed, așa că se decid să se mute. Eddy îl lasă pe Johny să se ocupe de sarcini, iar toți trei merg acasă la Rolf, despachetând lucrurile lui Ed în hambarul său. Rolf nu prea este de-acord dar îi lasă să stea, aceștia provocându-i mai multe probleme. Ca la mama acasă: Întorcându-se acasă, Eddy găsește o ruloră parcată pe peluza din fața casei. Dublu D consideră că cineva din-afara orașului s-a rătăcit. Ezii intră în rulotă și-și dau seama că aparține surorilor Kanker, care le zic că sunt în vacanță și că pot sta unde vor. Acestea își desfășoară ritualul uzual. |                                                 |                    |  |  |  |  |
| 20 | „To Sir with Ed / Key to My Ed”                 | 25 octombrie 1999  |  |  |  |  |
| To Sir with Ed: La amiază Eddy își dă seama că părinții au plecat și c-a rămas singur acasă. Este puțin speriat și încearcă să-i cheme pe Ezi acasă, dar când se aude soneria, o vede pe Nazz la ușă. O lasă să intre, iar aceasta îi zice că părinții lui Eddy au angajat-o să-i fie bonă. Îi gătește macaroane la cină, iar Eddy crede că Nazz i-a dat întâlnire, idee care în același timp îl flatează și sperie. Cheia spre Ed-ul meu: O altă invenție merge prost, cu Ed fiind propulsat în aer de băuturi carbogazoase prea acidulate. Ed și Eddy îl urmăresc, până când găsesc pe drum o cheie. Se gândesc la ce-ar putea deschide cu ea, iar Dublu D insistă că ea trebuie returnată deținătorului de drept. Lui Eddy nu-i pasă, încercând să deschidă cu ea orice încuietoare din Cul-de-sac. |                                                 |                    |  |  |  |  |
| 21 | „Honor Thy Ed / Scrambled Ed”                   | 1 noiembrie 1999   |  |  |  |  |
| Onorat Ed: În ciuda scepticismului lui Dublu D și cu Ed mâncând produsele contrafăcute, Eddy este sigur că cea mai recentă scamatorie a lor, un stand de taco, o să le aduca o grămadă de bani, dar speranțele îi sunt spulberate după ce află pe propria-i piele că sosul de taco este prea iute. Apoi Ezii descoperă o casă abandonată. Kevin îi provoacă să intre în casă, oferindu-le în caz că reușesc un sfarmă-fălci. Ei intră, dar cad în mai multe capcane puse de surorile Kanker. La sfârșit surorile îi obligă pe Ezi să se căsătorească cu ele. Omletă Ed: Extenuat, Dublu D reușește să termine de construit Golden Gate Bridge din scobitori și se culcă. Ed și Eddy au nevoie de Dublu D pentru a pune în aplicare ultima lor farsă, o fermă a animalelor din oceane. Dublu D este prea obosit ca să-i ajute, dormind sau mormăind idei greșite când Ed și Eddy vor ceva de la el, farsa eșuând. |                                                 |                    |  |  |  |  |
| 22 | „Urban Ed / Stop, Look and Ed”                  | 8 noiembrie 1999   |  |  |  |  |
| Ed urban: Viața plictisitoare de cartier suburban îi copleșește pe Ezi, agitația din marile orașe fiind dorită ca făcând parte din viața Ezilor. Pentru că Ezii nu pot merge într-un „oraș mare” (pentru că sunt prea tineri ca să conducă), Eddy decide să „aducă orașul în Cul-de-sac”. În the Lane, Ezii construiec un oraș de carton. Copiii din cartier se distrează în el, dar Jonny îl pierde pe Scândură în oraș, iar copiii devin violenți și se adaptează la viața de oraș, Stop, uite Ed: Ezii se prostesc, iar Eddy dă peste un teren contaminat pe care este plasat un semn pe care scrie „Nu călcați iarba”. Dublu D îl avertizează că regulile sunt cea mai importantă componență a vieții, dar Eddy nu este convins. Ca să-și susțină punctul de vedere, el încalcă fiecare regulă care poate fi încălcată în cartier. Îi convinge pe toti copiii să-ncalce regulile, care distrug ordinea în Cul-de-Sac și formează Partidul Anti-reguli. |                                                 |                    |  |  |  |  |
| 23 | „Rent-a-Ed / Shoo Ed”                           | 15 noiembrie 1999  |  |  |  |  |
| Ed de închiriat: Ezii încep „CirKul Ed” cu „Frații Zburători Eduardo”, dar nimeni nu este impresioant. În timpul unei cascadorii, Ed cade de pe tobogan și își sparge un dinte de lapte. După ce Dublu D îl sfătuiete să se ducă să și-l repare, lui Eddy îi vine ideea să-nceapă să repare lucruri pentru bani, în speranța c-ar avea mai mult succes decât circul. După încercarea Ezilor de a repara aragazul lui Jimmy, aceștia încearcă să-l ajute pe Jonny, care și-a prins capul între crengile copacilor. În timp ce Ezii caută săpun în casa celui din urmă, Ed scoate din prostie chiuveta lui Jonny, cei trei fiind nevoiți s-o pună la loc. După ce au pus-o cum nu trebuie, Ed sparge și un boiler. Aburul îi dă lui Eddy o ideea de a deschide o saună chiar în casa lui Jonny, idee ce eșuează lamentabil, după ce Rolf își scapă prosopul și îi sperie pe toți cei din jur. Lucrurile merg și mai rău când Ed distruge stâlpul de susținere, casa dărâmându-se și acoperindu-i pe toți cu praf de var. Uș Ed: Când Jonny devine enervant pentru Kevin, Eddy folosește acest prilej ca să-l folosesască pe Jonny ca să facă bani. Îl îmbracă pe Jonny într-un costum și îî dau o cravată, lipesc o bucată de lemn pe unul din pantofii lui, îl hrănesc cu anșoa urât mirositoare, și îl trimit în Cul-de-sac ca să enerveze pe toată lumea. Ezii se oferă să-i scape pe copii de Johnny în schimbul a 25 de cenți. Cu toate astea, nu funcționează la Rolf, care vede comportamentul bizar al lui Jonny ca unul obișnuit din țara natală. |                                                 |                    |  |  |  |  |
| 24 | „Ed in a Half Shell / Mirror, Mirror on the Ed” | 29 noiembrie 1999  |  |  |  |  |
| Ed într-o cochilie: Sarah întrerupe ultima scamatorie a Eziilor zicându-i lui Ed că merge să ia lecții de balet și că el trebuie să aibă grijă de Jimmy. Ezii, nevrând să stârnească furia Sarei, sunt obligați să-l supravegheze pe Jimmy. Jimmy și Ed se joacă, iar Jimmy începe să copieze comportamentul lui Ed. Văzând cât de bne s-a transformat Jimmy, Eddy decide să-l accepte în gașcă ca un al patrulea Ed, și îl învață cum să fie ca el. Cu lecțiile învățate, Jimmy i-o face lui Eddy, care-și adjudecă banii. Sarah îi bate și recuperează banii. Oglindă, oglinjoară: Ezii se plimbau prin cul-de-sac când au dat peste niște copii care jucau Adevăr sau Provocare. Ezii au vrut să se alăture, dar toți copiii au renunțat, lăsându-i pe băieți singuri. Neavând ce face, joacă singuri și dup-aia Ed îl provoacă pe Eddy să-l imite pe Dublu D, care-l provoacă pe Ed să-l imite pe Eddy, care-l provoacă pe Dublu D să fie Ed. Se-nvârt prin cartier imitându-se reciproc, lăsându-l pe Rolf confuz și cauzând isterie prin cartier. |                                                 |                    |  |  |  |  |
| 25 | „Hot-Buttered Ed / High Heeled Ed”              | 6 decembrie 1999   |  |  |  |  |
| Ed copt: Kevin ajunge înaintea Ezilor pe locul preferat de pe plajă. Ei pornesc în căutarea unui nou loc, care este acoperit cu pietre și gunoi. Ei îl așteaptă pe Kevin să plece ca să-i ia locul, dar în cele din urmă ajung pe locul lui Jonny, pe vârful unei stânci, suferind de insolație. Ed pe tocuri: Ezii încearcă să facă mulți bani cu excursii în canal, dar Sarah, Nazz și Jimmy nu sunt impresionați. Ezii găsesc niște vopsea galbenă cu care fac din orice lucru o „bijuterie de aur”.. |                                                 |                    |  |  |  |  |
| 26 | „Fa, La, La, La, Ed / Cry Ed”                   | 20 decembrie 1999  |  |  |  |  |
| Ed de Crăciun: După ce l-a auzit pe Dublu D vorbind de cozonacul cu fructe pe care l-a făcut familia sa de Crăciun, Ed crede c-a sosit Craciunul. În timp ce Ed își atârnă ciorapii și pune instalația, Eddy se gândește la alte scamatorii prin care să ia banii celorlalți copii, obigându-l și pe Dublu-D să se implice. Ed încearcă să-i convingă pe toți c-a venit Craciunul (reușind să-i convingă de asta pe Rolf și Jimmy). Văzând că bucuria sărbătorilor s-a propagat în întregul cartier, Eddy vine cu un alt plan, cel de a cânta colinde pentru bani. Cu acei bani el ia sfarmă-fălci, pe care Ed o să le împartă înapoi copiilor, considerându-se ajutorul Moșului. Plângi Ed: Ezii atrag atenția copiilor, în timp ce piciorul lui Jimmy este atins de un clește de rufe. Jimmy se dă rănit și acaparează atenția. Enervându-se, Eddy se accidentează și el ca să fie băgat în seamă. |                                                 |                    |  |  |  |  |